# مشروع تتبع كوفيد
مشروع تتبع كوفيد هو مشروع تعاوني يديره متطوعون لتتبع جائحة فيروس كورونا في الولايات المتحدة، حيث يعمل على قاعدة بيانات محدثة بانتظام لمجموعة متنوعة من المعلومات المتعلقة بالفيروس، بما في ذلك عدد عدد نتائج الاختبار الإيجابية والسلبية لكل ولاية. وتستند قاعدة البيانات على «إدارات الصحة بالولايات والتقارير الإخبارية المحلية والمؤتمرات الإخبارية الحية» وفقًا لصحيفة نيويورك تايمز.

## روابط خارجية
- الموقع الرسمي